# Санта-Клара (Коїмбра)
Са́нта-Кла́ра (порт. Santa Clara; МФА: [ˈsɐ̃.tɐ ˈkɫa.ɾɐ]) — парафія в Португалії, у муніципалітеті Коїмбра. Розташована в західній частині країни, на теренах історичної португальської провінції Бейра. Входить до складу округу Коїмбра. За адміністративним поділом, чинним до 1976 року, терени парафії були складовою провінції Берегова Бейра. Належить до Коїмбрської діоцезії Католицької церкви. Патрон — свята Клара. Площа — 10,1639 км². Населення — 9929 ос. (2011). Сильно урбанізований регіон. Густота населення — 976,89 осіб/км²
. Код — 060316.

## Населення
| Кількість мешканців | Кількість мешканців | Кількість мешканців | Кількість мешканців | Кількість мешканців | Кількість мешканців | Кількість мешканців | Кількість мешканців | Кількість мешканців | Кількість мешканців | Кількість мешканців | Кількість мешканців | Кількість мешканців | Кількість мешканців | Кількість мешканців |
| ------------------- | ------------------- | ------------------- | ------------------- | ------------------- | ------------------- | ------------------- | ------------------- | ------------------- | ------------------- | ------------------- | ------------------- | ------------------- | ------------------- | ------------------- |
| 1864                | 1878                | 1890                | 1900                | 1911                | 1920                | 1930                | 1940                | 1950                | 1960                | 1970                | 1981                | 1991                | 2001                | 2011                |
| 1 368               | 1 486               | 1 660               | 1 909               | 2 450               | 2 920               | 3 406               | 4 135               | 5 473               | 5 706               | 6 026               | 9 826               | 8 609               | 9 637               | 9 929               |

## Пам'ятки
- Новий монастир святої Клари — колишній францисканський монастир XVII століття.
- Старий монастир святої Клари — руїни колишнього францисканського монастиря XIV століття.